# Бајџу Нојан
Бајџу Нојан (монг. Байжу ноён; око 1201 — 1260) је био монголски командант у Персији, данашњем Ирану. Огатај-кан га је именовао за наследника Чормагана, како би проширио монголску моћ у Анадолији и Персији.

## Биографија
У почетку, Бајџу је служио као командант Монголске војске од 1234. до 1241. године. Бајџу је преузео функцију генерала 1241. године, и сместа је кренуо у рат против Иконијског султаната (Селџучког султаната Рума), победивши султана Гијаседина II у бици код Косе Дага 1243. године. Након ове битке, султанат је постао вазална држава Монголског царства и били су принуђени да пусте Давида VII. Након доласка на власт Гујук-кана, Бајџу је замењен са Ељигидеием 1246. године. И даље је имао високу функцију у Монголском царству, али је пао у немилост и погубљен је од стране Хулагу-кана 1260. године.